# Not Prepared For You (canção)
"Not Prepared For You" é uma canção composta pela multipremiada compositora Diane Warren e interpretada pela cantora Lauren Jauregui, lançada no dia 27 de agosto de 2021. A canção é a nona faixa das quinze pertencentes no álbum de estreia de Diane, intitulado The Cave Sessions, Vol. 1.

## História
Responsável por clássicos de Cher, Lady Gaga, Céline Dion e Laura Pausini, entre outras, Diane debutou a estreia de “The Cave Sessions, vol. 1“, seu primeiro álbum de estúdio. O projeto trouxe letras inéditas nas vozes de artistas pertencentes a diversos gêneros e gerações.
A faixa de numero nove, intitulada "Not Prepared For You", trouxe os vacais potentes de Lauren Jauregui na interpretação perfeita para a melancolia lírica da canção, se tornando assunto nas redes sociais assim que lançada. Veja um trecho da música:
"Você me atingiu com tanta força, me derrubou. Agora estou aqui com o que sobrou de mim. Você é o motivo pelo qual meu orgulho está em pedaços. Você é aquele quem me deixou de joelhos. Passei por um tsunami, um furacão e sempre sobrevivi. Poderia me afastar, mas não desta vez. Eu não estava preparada para você (não estava preparada). Não estava preparada para você (não estava preparada, não). Você atingiu o meu coração como um trem. Caramba, você me surpreendeu. Eu não estava preparada para você."